# Дорошовецька сільська рада
Дорошове́цька сільська́ ра́да — адміністративно-територіальна одиниця та орган місцевого самоврядування в Заставнівському районі Чернівецької області. Адміністративний центр — село Дорошівці.

## Загальні відомості
- Населення ради: 1 534 особи (станом на 2001 рік)

## Історія
Чернівецька обласна рада рішенням від 28 лютого 2007 року у Заставнівському районі перейменувала Дорошевецьку сільраду на Дорошовецьку.

## Населені пункти
Сільській раді були підпорядковані населені пункти:
- с. Дорошівці

## Склад ради
Рада складалася з 16 депутатів та голови.
- Голова ради: Вигнан Микола Васильович

### Депутати
За результатами місцевих виборів 2010 року депутатами ради стали:

#### За суб'єктами висування
| Суб'єкт висування                                       | Кількість обраних депутатів | %    |
| ------------------------------------------------------- | --------------------------- | ---- |
| Політична партія Всеукраїнське об'єднання «Батьківщина» | 10                          | 62,5 |
| Самовисування                                           | 6                           | 37,5 |

#### За округами
| № округу                                                | Прізвище, ім'я, по батькові    | Дата визнання обраним | Освіта             | Партійна приналежність | Відомості про обраного депутата                       |
| ------------------------------------------------------- | ------------------------------ | --------------------- | ------------------ | ---------------------- | ----------------------------------------------------- |
| Політична партія Всеукраїнське об'єднання «Батьківщина» |                                |                       |                    |                        |                                                       |
| 1                                                       | Ватаманчук Василь Миколайович  | 01.11.2010            | середня            | позапартійний          | тимчасово не працює                                   |
| 3                                                       | Війчук Василина Михайлівна     | 01.11.2010            | середня спеціальна | позапартійна           | Дорошовецький навчально-виховний комплекс, вихователь |
| 4                                                       | Грималюк Наталія Іванівна      | 01.11.2010            | середня            | позапартійна           | сільська бібліотека с. Товтри, бібліотекар            |
| 5                                                       | Грималюк Наталія Іванівна      | 01.11.2010            | вища               | позапартійна           | Дорошовецький навчально-виховний комплекс, директор   |
| 10                                                      | Кочергін Юрій Миколайович      | 01.11.2010            | середня            | позапартійний          | тимчасово не працює                                   |
| 11                                                      | Базюк Марія Василівна          | 01.11.2010            | середня            | позапартійна           | тимчасово не працює                                   |
| 12                                                      | Лазоряк Степан Георгійович     | 01.11.2010            | середня спеціальна | позапартійний          | приватний підприємець                                 |
| 14                                                      | Павлик Одарка Василівна        | 01.11.2010            | вища               | позапартійна           | Дорошовецький навчально-виховний комплекс, завуч      |
| 15                                                      | Ватаманчук Ярослав Миколайович | 01.11.2010            | середня            | позапартійний          | тимчасово не працює                                   |
| 16                                                      | Ватаманчук Микола Миколайович  | 01.11.2010            | середня            | позапартійний          | ТОВ «СТ Трейд», оператор                              |
| Самовисування                                           |                                |                       |                    |                        |                                                       |
| 2                                                       | Загороднюк Марія Іванівна      | 01.11.2010            | вища               | позапартійна           | Дорошовецька сільська рада, секретар                  |
| 6                                                       | Кінзірська Галина Еммануїлівна | 01.11.2010            | середня спеціальна | позапартійна           | Дорошовецький народний дім, директор                  |
| 7                                                       | Вигнан Дмитро Григорович       | 01.11.2010            | середня            | позапартійний          | тимчасово не працює                                   |
| 8                                                       | Бойчук Дмитро Васильович       | 01.11.2010            | середня            | позапартійний          | пенсіонер                                             |
| 9                                                       | Воробець Михайло Манолійович   | 01.11.2010            | середня            | позапартійний          | ПТУ-24, кочегар                                       |
| 13                                                      | Кацюк Марія Михайлівна         | 01.11.2010            | середня            | позапартійна           | тимчасово не працює                                   |

## Населення
Згідно з переписом УРСР 1989 року чисельність наявного населення сільської ради становила 1664 особи, з яких 723 чоловіки та 941 жінка.
За переписом населення України 2001 року в сільській раді мешкали 1533 особи. 100 % населення вказало своєю рідною мовою українську мову.